# Józef Mieczyński
Józef Marian Mieczyński (ur. 8 grudnia 1932 w Jordanowie) – polski dyplomata i oficer służb specjalnych, chargé d’affaires ambasady PRL w Libanie (1976–1977).

## Życiorys
Syn Józefa i Anieli. W latach 1952–1956 studiował na Wydziale Konsularno-Dyplomatycznym Szkoły Głównej Służby Zagranicznej. Odbył też kurs w Komitecie do spraw Bezpieczeństwa Publicznego (1956), roczną szkołę oficerską nr 1 w ramach Centrum Wyszkolenia MSW w Legionowie (1961–1962) i szkolenie w zakresie ochrony i zabezpieczania urzędów zagranicznych PRL (1967). W latach 60. był starszym oficerem operacyjnym i kierownikiem Grupy I w ramach Wydziału II Komendy Stołecznej Milicji Obywatelskiej. Następnie przez wiele lat był na etacie niejawnym w Departamencie I Ministerstwa Spraw Wewnętrznych (wywiadzie cywilnym), dochodząc do stopnia pułkownika. Pracował jednocześnie pod przykryciem dyplomaty, w latach 1964–1965 delegowany służbowo do Czechosłowacji i Niemieckiej Republice Demokratycznej. W latach 1969–1973 wicekonsul w ramach Konsulatu Generalnego PRL w Paryżu, faktycznie oficer wywiadu. Od czerwca 1976 do kwietnia 1980 kierownik Punktu Operacyjnego w Bejrucie, formalnie jako I sekretarz ambasady PRL. Od września 1976 do października 1977 pełnił funkcję chargé d’affaires tej placówki.